# تیم ملی والیبال زنان پاناما
تیم ملی والیبال زنان پاناما تیم ملی والیبال زنان کشور پاناما است. این تیم در مسابقات قهرمانی والیبال زنان شمال آمریکا در سال ۲۰۱۱ در آخر در جایگاه نهم قرار گیرد.